# Reprezentacja Jugosławii U-21 w piłce nożnej mężczyzn
Reprezentacja Jugosławii U-21 w piłce nożnej – młodzieżowa reprezentacja Jugosławii sterowana przez Fudbalski savez Jugoslavije. Jej największym sukcesem jest mistrzostwo Europy młodzieży w 1978 roku. Do 1976 w młodzieżowej reprezentacji mogli występować piłkarze do 23 lat. W 1992 została rozformowana w związku z podziałem Jugosławii.

## Sukcesy
- Mistrzostwa Europy U-23/U-21:
  - mistrz (1x): 1978
  - wicemistrz (1x): 1990
  - 3-4 miejsce (3x): 1976, 1980, 1984

## Występy w ME U-23
- 1972: 2. miejsce w grupie 7
- 1974: 2. miejsce w grupie 7
- 1976: Półfinał

## Występy w ME U-21
- 1978: Mistrz
- 1980: Półfinał
- 1982: Nie zakwalifikowała się
- 1984: Półfinał
- 1986: Nie zakwalifikowała się
- 1988: Nie zakwalifikowała się
- 1990: Wicemistrz
- 1992: Nie zakwalifikowała się